# Tlahab Lor
Tlahab Lor is een bestuurslaag in het regentschap Purbalingga van de provincie Midden-Java, Indonesië. Tlahab Lor telt 7769 inwoners (volkstelling 2010).